# Schwönekenquerstraße

Die Lage der Schwönekenquerstraße, rot markiert auf einem Stadtplan von 1910

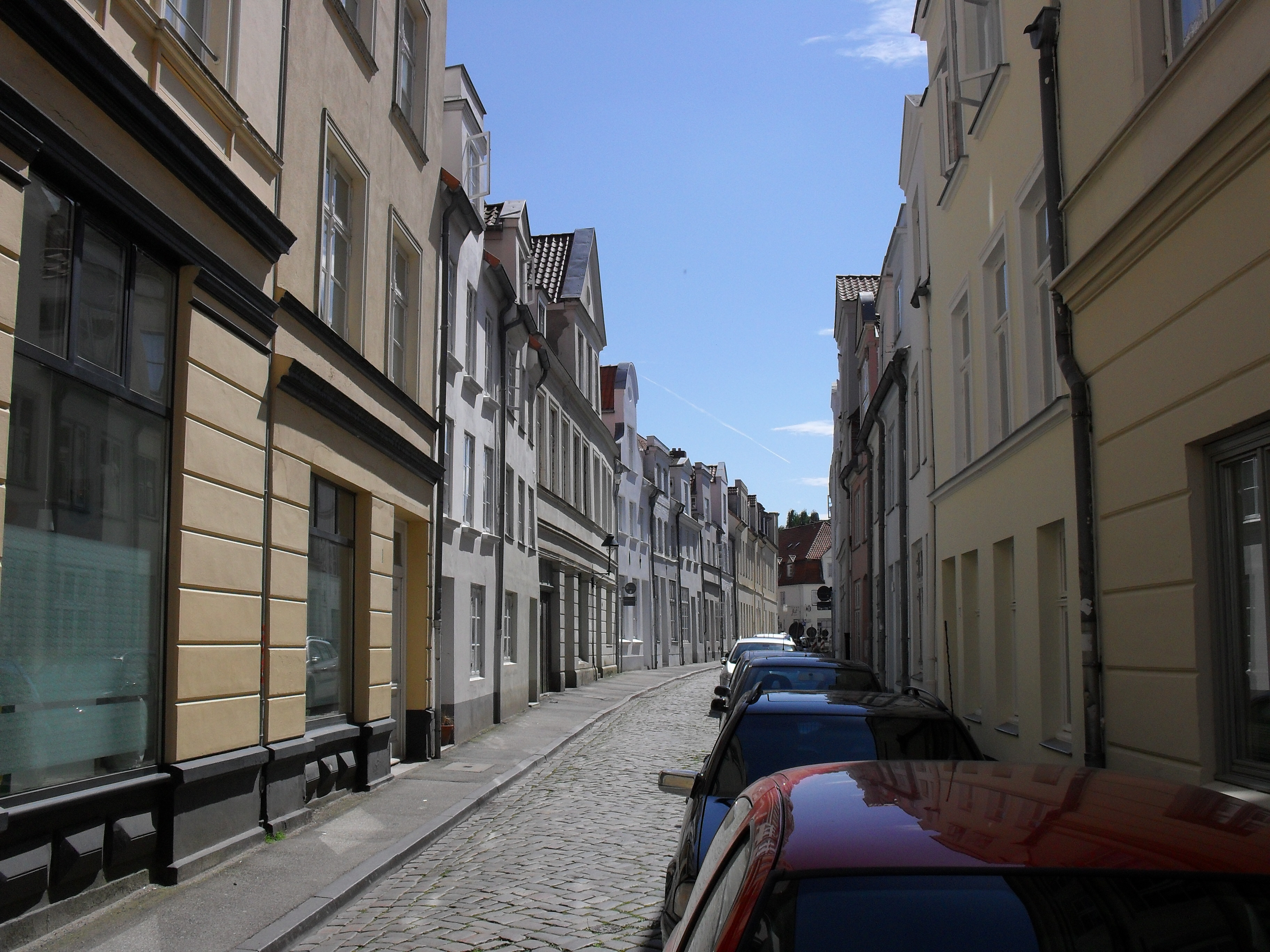
Die Schwönekenquerstraße

Die Schwönekenquerstraße ist eine Straße der Lübecker Altstadt.

## Lage
Die etwa 120 Meter lange Schwönekenquerstraße befindet sich im Nordwesten der Altstadtinsel, im Marien-Magdalenen Quartier. Sie beginnt an der Engelsgrube gegenüber der Einmündung der Engelswisch, verläuft südwärts und endet an der Fischergrube gegenüber der Einmündung der Kupferschmiedestraße.

## Geschichte
Erstmals urkundlich erwähnt wird die Straße 1327 mit der niederdeutsch-lateinischen Mischbezeichnung Dwerstrate inter fossam piscatorum et fossam anglicam (Querstraße zwischen Fischergrube und Engelsgrube). 1347 lautet der Name Swenekendwerstrate, hergeleitet von der im Haus Nr. 14 befindlichen Badestube Stupa Swoneken, die ihrerseits nach der Betreiberin Swoneken Clot benannt war, der das Gebäude seit 1343 gehörte. Das Gebäude beheimatete bereits seit 1291 eine Badestube. Dieser Name wurde über die folgenden Jahrhunderte beibehalten, wobei die Schreibweisen variierten:
- 1377: Zwenekenstrate
- 1399: Zwenkendwerstrate
- 1441: Zwennekenstrate
- 1598: Schwoencken-Dwasstrate
- 1608: Schwonkendwerstrate
- 1629: Schwonikendwerstrate

Der heutige Name ist seit 1852 amtlich festgelegt.

## Bauwerke
- Schwönekenquerstraße 1: Im Stil des Historismus errichtetes Gewerbe- und Lagerhaus von 1904
- Schwönekenquerstraße 3: Renaissance-Kleinbürgerhaus der zweiten Hälfte des 16. Jahrhunderts mit klassizistischer Fassade von etwa 1865
- Schwönekenquerstraße 5: Zwischen 1550 und 1650 errichtetes Renaissance-Kleinbürgerhaus mit klassizistischer Fassade der 2. Hälfte des 19. Jahrhunderts
- Schwönekenquerstraße 10: Auf das Jahr 1496 zurückgehendes barockes Kleinhaus, errichtet zwischen 1730 und 1760
- Schwönekenquerstraße 12: Auf das Jahr 1567 zurückgehendes frühklassizistisches Haus von 1774
- Schwönekenquerstraße 14: Renaissance-Treppengiebelhaus von 1579
- Schwönekenquerstraße 15: Auf die Jahre zwischen 1550 und 1650 zurückgehendes barockes Kleinhaus des 18. Jahrhunderts, im 19. Jahrhundert klassizistisch umgestaltet
- Schwönekenquerstraße 16: Auf die Jahre zwischen 1600 und 1674 zurückgehendes barock-frühklassizistisches Haus von 1780
- Schwönekenquerstraße 17: Auf die Jahre zwischen 1550 und 1650 zurückgehendes klassizistisches Haus von etwa 1845
- Schwönekenquerstraße 18: Zwischen 1600 und 1649 errichtetes Renaissance-Treppengiebelhaus
- Schwönekenquerstraße 20: Zwischen 1755 und 1790 errichtetes frühklassizistisches Haus

## Gänge und Höfe
Von der Schwönekenquerstraße gehen oder gingen folgende Lübecker Gänge und Höfe ab (nach Hausnummern):
- 2: Beyers Gang (abgängig)